# Philippe de Rigaud de Vaudreuil
Philippe de Rigaud de Vaudreuil (Dreuilhe, 13 agosto 1650 – Québec, 10 ottobre 1725) è stato un militare e funzionario francese.

## Biografia
Originario di una casata nobile decaduta della Linguadoca, Philippe era uno dei dieci figli di Jean-Louis de Rigaud e di Marie di Chateauverdun. Entrò nel corpo dei moschettieri nel 1672, poi andò a combattere contro gli olandesi.
Nel 1687 emigrò nella Nuova Francia. Negli anni Novanta prese parte a diverse spedizioni contro gli Irochesi, dimostrando le sue capacità di militare, ottenendo nel 1698 la Croce di San Luigi. Incoraggiato dai continui attestati di stima che riceveva sia nella colonia sia nella madrepatria, Philippe chiese di poter diventare governatore generale della Nuova Francia, ma la carica andò ad Hector de Callière. Callière tuttavia morì soltanto dopo cinque anni, così si presentò una nuova occasione per la nomina di Philippe de Vaudreuil, nomina che venne sanzionata nel 1703.
Quando Vaudreuil ottenne l'incarico di governatore generale della Nuova Francia, la colonia viveva momenti difficili perché era in corso la guerra tra Francia e Inghilterra (guerra di successione spagnola). Questo conflitto stava dissanguando le risorse finanziarie della Francia e la colonia del Nordamerica rivestiva un interesse marginale per la madrepatria. Inoltre il commercio delle pellicce era in un momento di stagnazione. Vaudreuil cercò di mantenere la pace con gli Irochesi e salvaguardò l'alleanza con le tribù Abenachi. Dopo la guerra Vaudreuil tornò in Francia e venne confermato alla carica di governatore generale della Nuova Francia dal Consiglio della Marina. 
Nell'ottobre 1716 Vaudreuil sbarcò nuovamente a Québec con un seguito di sedici persone. La moglie Elisabeth Joybert, sposata nel 1690 a Québec, rimase in Francia. I figli di Vaudreuil iniziarono a fare carriera nell'esercito o nella marina. Nel 1717 fu ricompensato con seimila livre e nel 1721 ricevette la Croce di San Luigi. Rientrato in Canada, Vaudreuil aveva il difficile compito di fermare l'espansione commerciale inglese nei Grandi Laghi. Per alcuni anni Vaudreuil non mosse un dito, ma dal 1720 ordinò la costruzione di tre postazioni commerciali e, nel 1724, di un forte in pietra. Negli ultimi anni di vita Vaudreuil si rese conto che la convivenza tra inglesi e francesi era impossibile in Nordamerica. Nel 1724 inviò una lettera al conte di Maurepas con la quale chiedeva truppe, armi e munizioni per difendere la colonia. Morì nel 1725. 

## Discendenza
Il figlio primogenito, Louis-Philippe, divenne luogotenente generale della marina francese e nel 1756 ottenne anche lui la Croce di San Luigi. Jean, suo terzo figlio, arruolatosi nei moschettieri nel 1710, divenne luogotenente generale delle armate del re nel 1748 e ricevette anch'egli, nel 1755, la Croce di San Luigi.
Il suo quarto figlio, Pierre de Rigaud de Vaudreuil, marchese di Vaudreuil-Cavagnial, fu l'ultimo governatore della Nuova Francia, dal 1755 fino alla resa di Montréal nel 1760.
Suo nipote Louis-Philippe de Rigaud de Vaudreuil, figlio di Louis-Philippe de Rigaud de Vaudreuil, prestò servizio nella battaglia di Yorktown il 26 settembre 1781, che vide opporsi le truppe di George Washington, del colonnello Armand Tuffin e di Rochambeau, a quelle del generale britannico Cornwallis. Egli riporterà in Francia l'expédition particulière di Rochambeau. Questa vittoria decisiva fu l'inizio della fine della guerra d'indipendenza americana. Corrispondente di George Washington, fu lui che, al comando del Triomphant difese Boston nel 1782.

## Stemma
| Image | Stemma |
| ----- | --- |
|       | Philippe de Rigaud de Vaudreuil Marchese di Vaudreuil-Cavagnal D'argento al leone rampante di rosso, coronato d'oro. Ornamenti esterni da marchese. |